# Liparetrus convexus
Liparetrus convexus är en skalbaggsart som beskrevs av Jean Baptiste Boisduval 1835. Liparetrus convexus ingår i släktet Liparetrus och familjen Melolonthidae. Inga underarter finns listade i Catalogue of Life.